# No Me Quejo De Mi Estrella
No Me Quejo De Mi Estrella je kompilační album amerického hudebníka Jonathana Richmana. Vydáno bylo 10. února roku 2014 německým vydavatelstvím Munster Records. Kompilace se skládá z písní z Richmanových alb Her Mystery Not of High Heels and Eye Shadow (2001), Not So Much to Be Loved as to Love (2004) a Because Her Beauty Is Raw and Wild (2008) a obsahuje také písně, které vyšly pouze na singlech. Obsahuje jak písně zpívané v angličtině, tak i ve španělštině.

## Seznam skladeb
| Pořadí | Název                                          | Autor                          | Původní album                                       | Délka |
| ------ | ---------------------------------------------- | ------------------------------ | --------------------------------------------------- | ----- |
| 1.     | La Guitarra Flamenca Negra                     | Jonathan Richman               | singl (2013)                                        | 2:29  |
| 2.     | La Fiesta Es Para Todos                        | Richman                        | singl (2013)                                        | 2:34  |
| 3.     | You Can Have a Cell Phone That's OK But Not Me | Richman                        | singl (2008)                                        | 1:40  |
| 4.     | Because Her Beauty Is Raw and Wild             | Richman                        | Because Her Beauty Is Raw and Wild (2008)           | 2:32  |
| 5.     | No One Was Like Vermeer                        | Richman                        | Because Her Beauty Is Raw and Wild (2008)           | 3:02  |
| 6.     | When We Refuse to Suffer, Pt. 1                | Richman                        | Because Her Beauty Is Raw and Wild (2008)           | 2:16  |
| 7.     | When We Refuse to Suffer, Pt. 2                | Richman                        | Because Her Beauty Is Raw and Wild (2008)           | 4:00  |
| 8.     | Here It Is                                     | Leonard Cohen, Sharon Robinson | Because Her Beauty Is Raw and Wild (2008)           | 4:30  |
| 9.     | Old World                                      | Richman                        | Because Her Beauty Is Raw and Wild (2008)           | 3:22  |
| 10.    | My Baby Love Love Loves Me                     | Richman                        | Not So Much to Be Loved as to Love (2004)           | 3:11  |
| 11.    | Not So Much to Be Loved as to Love             | Richman                        | Not So Much to Be Loved as to Love (2004)           | 2:53  |
| 12.    | My Love for Her Ain't Sad                      | Richman                        | Her Mystery Not of High Heels and Eye Shadow (2001) | 1:30  |
| 13.    | Her Mystery Not of High Heels and Eye Shadow   | Richman                        | Her Mystery Not of High Heels and Eye Shadow (2001) | 2:27  |
| 14.    | I Took a Chance on Her                         | Richman                        | Her Mystery Not of High Heels and Eye Shadow (2001) | 2:50  |
| 15.    | Maybe a Walk Home from Natick High School      | Richman                        | Her Mystery Not of High Heels and Eye Shadow (2001) | 1:17  |
| 16.    | Con el Merengue                                | Richman                        | Her Mystery Not of High Heels and Eye Shadow (2001) | 2:02  |